# 18...
18… est le premier album studio de la chanteuse chinoise G.E.M., paru en octobre 2009 sous les labels Forward Music Co, Ltd et Hummingbird Music.

## Contenu et éditions
L’album contient 12 chansons de cantopop, mandopop, RnB, soul, rock et ballade. 18… a été publié simultanément avec l’édition 18 Plus, le 27 octobre 2009. Il a ensuite été mis en vente. En raison de la popularité de l’album, 18… a été édité trois fois, comme pour le 1er mini-album de la chanteuse, et « Smoking, Drinking & Swearing'(食煙飲酒講粗口) », duo de Jan Lamb et G.E.M., a été ajouté sur la 3e édition.
À Taïwan, 18… est sorti le 5 avril 2010, ainsi que la 3e édition.
Cet album a une liste de pistes réorganisées.

## Liste des pistes
| No  | Titre                                                                       | Durée |
| --- | --------------------------------------------------------------------------- | ----- |
| 1.  | All About You                                                               | 4:01  |
| 2.  | Game Over                                                                   | 3:09  |
| 3.  | 想講你知 (Gotta Say It)                                                     | 2:52  |
| 4.  | A.I.N.Y. (愛你)                                                             | 3:54  |
| 5.  | Mascara (煙燻妝)                                                            | 4:05  |
| 6.  | 我不懂愛 (I Don’t Know Love)                                                | 3:32  |
| 7.  | 塞納河 (Seine)                                                              | 3:30  |
| 8.  | 意式戀愛 (Italian Love)                                                     | 3:33  |
| 9.  | G.E.M.(Get Everybody Moving)                                                | 3:27  |
| 10. | 18                                                                          | 3:35  |
| 11. | Where Did You Go 2.0 (Sam Vahdat Remix)                                     | 3:55  |
| 12. | Mascara (Glossy Version)                                                    | 4:01  |
| 13. | Smoking, Drinking & Swearing'(食煙飲酒講粗口) (seulement sur la 3e édition) | 2:40  |